# Pristava pri Leskovcu
Pristava pri Leskovcu je naselje v Občini Krško.